# ایان جنسن
ایان جنسن (انگلیسی: Iain Jensen؛ زادهٔ ۲۳ مه ۱۹۸۸) قایقران قایق بادبانی اهل استرالیا بود.